# Unterlangenegg
Unterlangenegg es una comuna suiza del cantón de Berna, situada en el distrito administrativo de Thun. Limita al norte con las comunas de Buchholterberg y Wachseldorn, al este con Oberlangenegg, al sur con Horrenbach-Buchen y Homberg, y al oeste con Fahrni.
Hasta el 31 de diciembre de 2009 situada en el distrito de Thun.

## Personalidades
- Ulrich Ochsenbein (1811-1890), consejero federal
- Thomas Stauffer (1970*), entrenador de la selección nacional de esquí de Suecia.
- Beat Gerber (1982*), jugador de hockey sobre hielo en el SC Bern.